# Кин, Джон Брендан

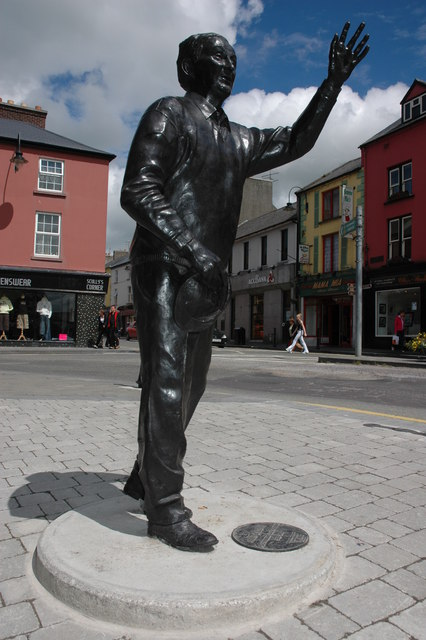
Памятник Д. Кину в родном городе

Джон Брендан Кин (англ. John B. Keane; 21 июля 1928, Листоуэл, графство Керри Ирландия — 30 мая 2002, Корк) — ирландский драматург, прозаик, эссеист.

## Биография
Сын школьного учителя. Получил образование в Национальной школе Листоуэл, затем в Колледже Святого Михаила (St Michael’s College). Работал помощником химика у А. Х. Джонса. С 1951 по 1955 год работал в разных местах в Великобритании, в том числе уборщиком улиц и барменом. Жил тоже в различных местах, включая Нортгемптон и Лондон.
Дебютировал в Нортгемптоне в женском журнале. В 1955 году вернулся из Соединенного Королевства в Ирландию.
Хорошо известен в своей стране, в то время как в России его произведения до сих пор не переводились и не ставились.
С 1991 года — почётным пожизненный член Королевского Дублинского общества. Президент Ирландского ПЕН-клуба. Один из основателей Общества ирландских драматургов.
Умер от рака простаты.

## Избранные произведения
- Many Young Men of Twenty (1946)
- Sive (пьеса, 1959)
- Sharon’s Grave (1960)
- The Highest House on the Mountain (1961)
- The Man From Clare (1962)
- The Year of the Hiker (1963)
- The Field (пьеса, 1965)
- Hut 42 (1968)
- The Rain at the End of the Summer (1968)
- Big Maggie (1969)
- Moll (1971)
- The One-Way Ticket (1972)
- Values (1973)
- The Crazy Wall (1973)
- The Change in Mame Fadden (1973)
- Letters of a Matchmaker (1975)
- Letters of a Country Postman (1977)
- The Buds of Ballybunion (1979)
- The Chastitute (1981)
- Man of the Triple Name (1984)
- Owl Sandwiches (1985)
- The Bodhran Makers (1986)
- The Contractors (1988)
- The Ram of God and Other Stories (1992)
- Durango: A Novel (1992)
- Faoiseamh
- Pishogue
- No More in Dust

## Награды
- Премия ирландского ПЕН-клуба (1999)